# Gomphocarpus sinaicus
Gomphocarpus sinaicus är en oleanderväxtart som beskrevs av Pierre Edmond Boissier. Gomphocarpus sinaicus ingår i släktet Gomphocarpus och familjen oleanderväxter. Inga underarter finns listade i Catalogue of Life.